# Ново-Кобелево
Ново-Кобелево — деревня в Старицком районе Тверской области. Входит в состав Степуринского сельского поселения.

## География
Находится в южной части Тверской области на расстоянии приблизительно 12 км на восток-юго-восток по прямой от административного центра поселения деревни Степурино.

## История
Деревня была отмечена ещё на карте Менде (состояние местности на 1848 год). В 1859 году здесь (деревня Старицкого уезда) было учтено 5 дворов, в 1941 году — 18.

## Население
Численность населения: 43 человека (1859 год), 2 (русские 100 %) в 2002 году, 8 в 2010.